# 9391 Slee
9391 Slee este o planetă minoră (asteroid) din centura de asteroizi. A fost descoperită pe 14 august 1994 la Observatorul Siding Spring de Robert H. McNaught. 
Obiectul prezintă o orbită caracterizată de o semiaxă mare de 2,7455845 UAi, o excentricitate de 0,31, o înclinație de 12,00774 ° în raport cu ecliptica.